# Marty Reasoner
Martin Ernest „Marty“ Reasoner (* 26. Februar 1977 in Honeoye Falls, New York) ist ein ehemaliger US-amerikanischer Eishockeyspieler und derzeitiger -trainer. Der Mittelstürmer absolvierte in seiner 15 Jahre andauernden aktiven Profikarriere über 800 Spiele in der National Hockey League, den Großteil davon für die Edmonton Oilers. Mit der Nationalmannschaft der Vereinigten Staaten nahm er an drei Weltmeisterschaften teil. Seit dem Jahr 2014 ist Reasoner im Trainerstab der New York Islanders tätig.

## Karriere
Während des NHL Entry Draft 1996 wurde Marty Reasoner als insgesamt 14. Spieler von den St. Louis Blues gewählt. Zu dieser Zeit spielte er für das Boston College in der National Collegiate Athletic Association. Ab 1998 stand der Angreifer im Kader der Blues und deren Farmteam, den Worcester IceCats aus der American Hockey League (AHL). In der Saison 1998/99 gab Reasoner sein Debüt für die Blues in der National Hockey League (NHL). Insgesamt verbrachte der Angreifer drei Jahre in der Organisation der Blues, ohne sich dort im NHL-Aufgebot etablieren zu können.
Zusammen mit Jochen Hecht und Jan Horáček wurde Reasoner am 1. Juli 2001 im Tausch für Kapitän Doug Weight und Michel Riesen an die Edmonton Oilers abgegeben. Dort erspielte sich der US-Amerikaner prompt einen Stammplatz und kam fortan regelmäßig in der NHL zum Einsatz. Den Lockout in der Saison 2004/05 überbrückte der Amerikaner beim EC The Red Bulls Salzburg aus Österreich, für den er insgesamt elf Spiele bestritt. Am 9. August 2005 verlängerte Reasoner seinen Vertrag bei den Oilers um ein Jahr, wurde jedoch am 9. März 2006 zusammen mit Yan Stastny und einem Zweitrunden-Wahlrecht für den NHL Entry Draft 2006 im Tausch für Sergei Samsonow an die Boston Bruins abgegeben. In Boston beendete er die Saison, kehrte jedoch im Sommer 2006 als Free Agent nach Edmonton zurück und unterzeichnete einen neuen Zweijahresvertrag bei den Oilers. Nach Ablauf dieser Zeit unterschrieb der Center am 17. Juli 2008 bei den Atlanta Thrashers. Im Juni 2010 wurde er samt Joey Crabb, Jeremy Morin und zwei Wahlrechten für den NHL Entry Draft 2010 an die Chicago Blackhawks abgegeben, wobei die Thrashers im Gegenzug Dustin Byfuglien, Ben Eager, Akim Aliu und Brent Sopel erhielten. Die Blackhawks schickten ihn bereits rund einen Monat später im Tausch gegen Jeff Taffe zu den Florida Panthers. Am 1. Juli 2011 unterzeichnete Reasoner einen Kontrakt für zwei Jahre bei den New York Islanders. Nach Ablauf dessen beendete Reasoner seine aktive Karriere und wechselte direkt in den Trainerstab der Islanders.

### International
Für die USA nahm Reasoner an den Junioren-Weltmeisterschaften der Jahre 1996 und 1997, sowie den Weltmeisterschaften 2002, 2003 und 2006 teil. Dabei führte er das US-amerikanische Team bei der Junioren-WM 1997 als Mannschaftskapitän zur Silbermedaille.

## Erfolge und Auszeichnungen
| - 1996 Hockey East Rookie of the Year - 1996 Hockey East All-Rookie Team - 1997 Hockey East First All-Star Team - 1998 Hockey East First All-Star Team | - 1998 NCAA Championship All-Tournament Team - 1998 NCAA East First All-American Team - 2000 Teilnahme am AHL All-Star Classic |

### International
- 1997 Silbermedaille bei der Junioren-Weltmeisterschaft

## Karrierestatistik

### International
Vertrat die USA bei:
| - U20-Weltmeisterschaft 1996 - U20-Weltmeisterschaft 1997 - Weltmeisterschaft 2002 | - Weltmeisterschaft 2003 - Weltmeisterschaft 2006 |

(Legende zur Spielerstatistik: Sp oder GP = absolvierte Spiele; T oder G = erzielte Tore; V oder A = erzielte Assists; Pkt oder Pts = erzielte Scorerpunkte; SM oder PIM = erhaltene Strafminuten; +/− = Plus/Minus-Bilanz; PP = erzielte Überzahltore; SH = erzielte Unterzahltore; GW = erzielte Siegtore; 1 Play-downs/Relegation; Kursiv: Statistik nicht vollständig)